# Juste-Aurèle Meissonnier

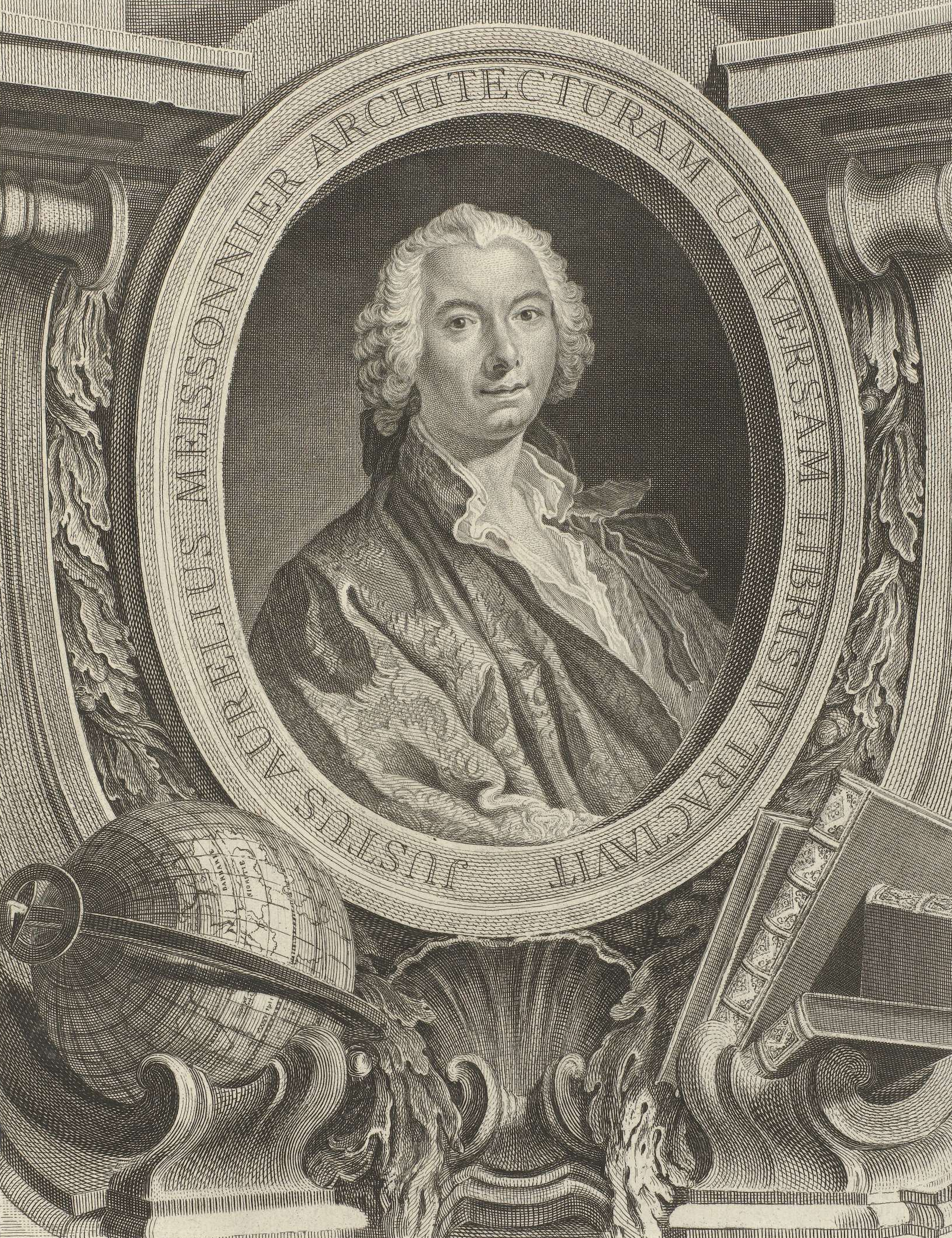
Ritratto di Juste Aurelle Meissonnier

Juste-Aurèle Meissonnier (Torino, 1695 – Parigi, 31 luglio 1750) è stato un pittore, orafo, architetto e disegnatore francese.

## Biografia

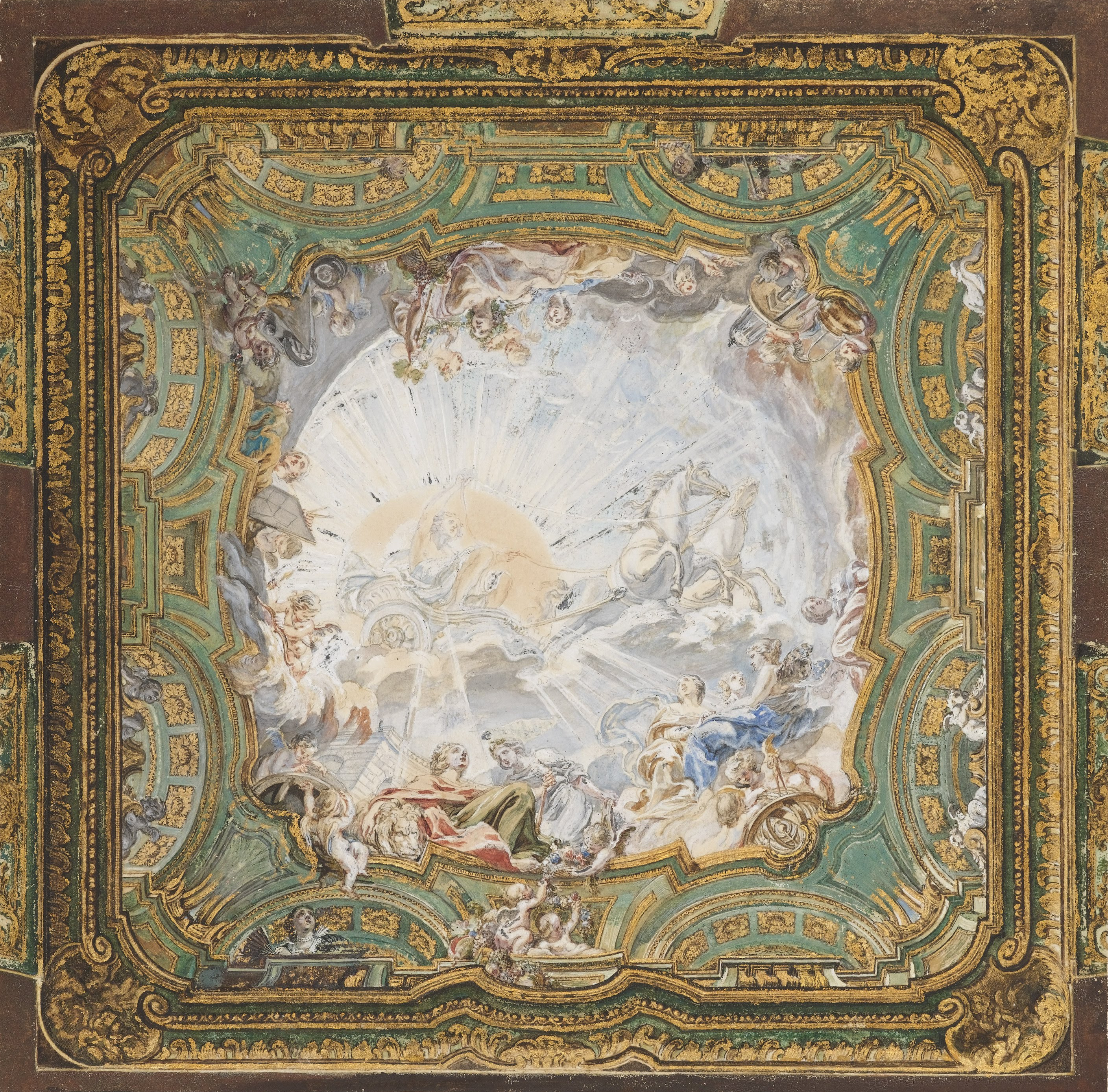
Juste-Aurèle Meissonnier, "Carro di Apollo," disegno per il Count Bielinski's Cabinet, Cooper Hewitt, Smithsonian Design Museum (Varsavia)

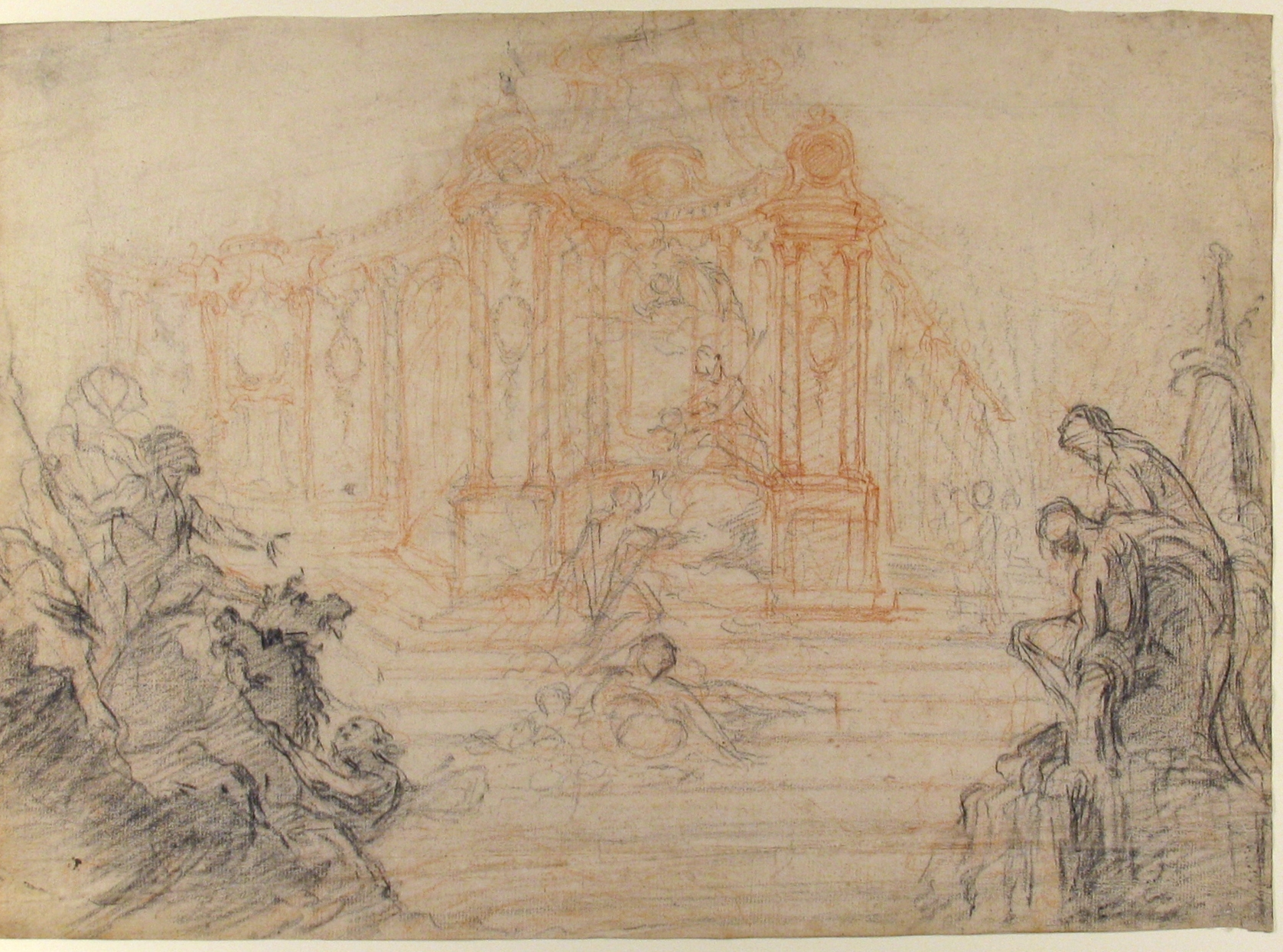
Juste-Aurèle Meissonnier Studio per macchina per feste, (Metropolitan Museum)

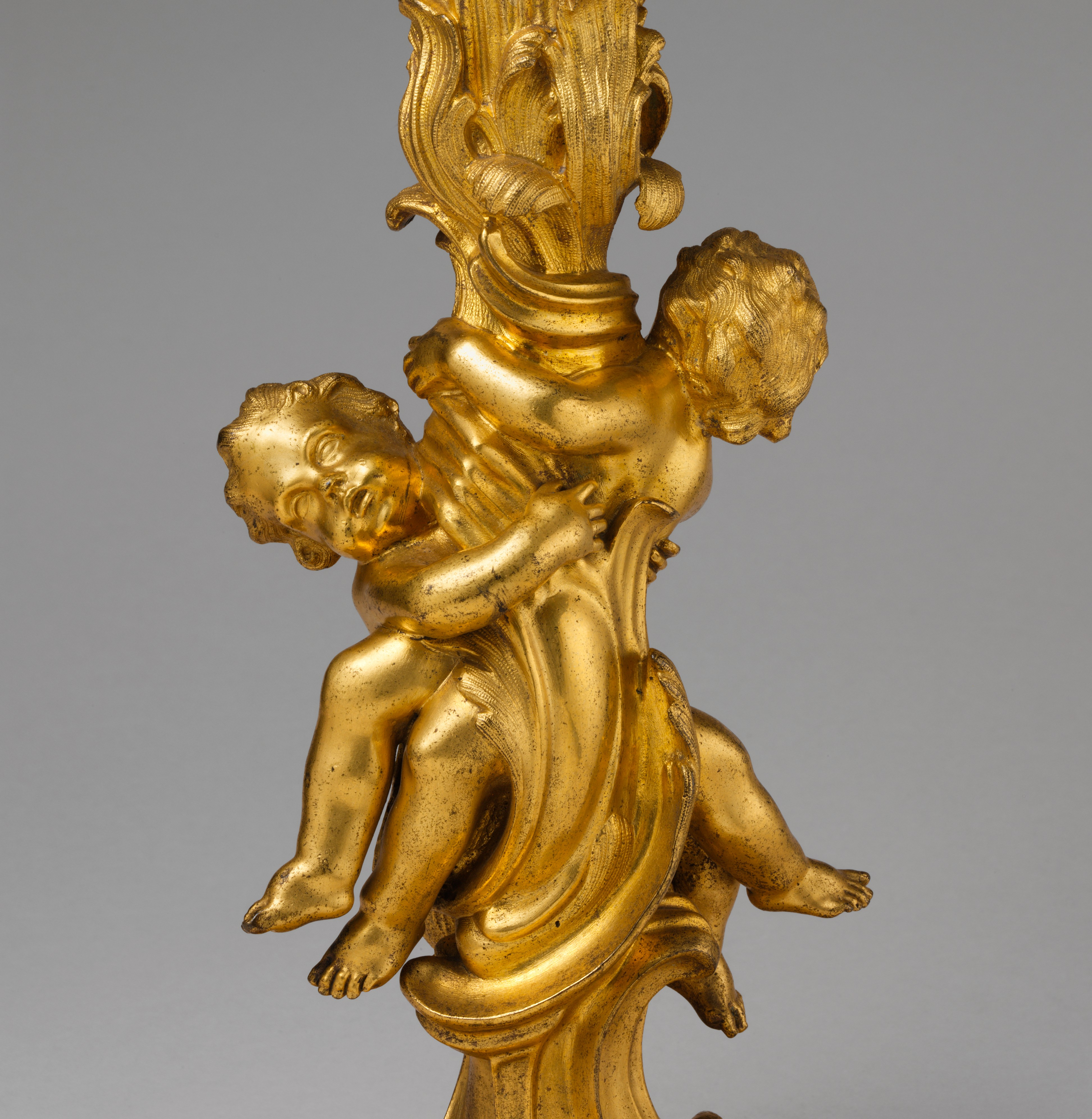
Juste-Aurèle Meissonnier, Candelabro, part., (Metropolitan Museum)

Juste-Aurèle Meissonnier (o Meissonier) era figlio di un orafo provenzale che si era trasferito in Italia. Giunse a Parigi intorno al 1714 e qualche anno più tardi ricevette dal re Luigi XV la qualifica di dessinateur du Cabinet e di orfèvre du Roi, grazie alle sue fantasiose e innovative realizzazioni.
Artista versatile e geniale, disegnatore di macchine per le feste come d'apparati funebri, di mobili d'arredamento, di bronzi e di argenterie, era anche orafo, pittore e scultore. i suoi contemporanei lo consideravano un maestro dello stile rococò francese. Ha progettato anche la camera da letto e il cabinet del re di Francia Luigi XV.
Superate le regole rigide della simmetria, egli preferì disegnare oggetti con facce disomogenee, con forme arrotondate e a volte ritorte, con motivi a conchiglia e con fantasiosi, esagerati rigonfiamenti vegetali. Molti suoi disegni per argenteria furono realizzati dall'orafo Duvivier.
Pubblicò nel 1734 una raccolta di 119 suoi disegni, nel Livre d'ornements inventez et dessinez par J. O. Meissonnier.
Come architetto, Juste-Aurèle Meissonnier disegnò un progetto per la chiesa di Saint-Sulpice che non fu tuttavia realizzato. Fu invece costruita su suo disegno, tra il 1729 e il 1734, la dimora a Bayonne del finanziere Léon de Brethous.

### Incisioni tratte da suoi disegni
- Pierre Chenu Decorazione di una stanza a Palazzo Bieliński a Varsavia da Juste-Aurèle Meissonnier, incisione su carta, 540× 340 mm, 1745 circa, Istituto Nazionale Ossoliński, Breslavia.